# راس مولان

راس مولان در نقش یک وایت واکر در بازی تاج‌وتخت

راس مولان (به انگلیسی: Ross Mullan) بازیگر و عروسک‌گردان بریتانیایی‌الاصل اهل کانادا است.
او دانش‌آموختهٔ دانشکدهٔ جان ابوت و دانشگاه متروپولیتن تورنتو در رشتهٔ تئاتر است.
از فیلم‌ها یا مجموعه‌های تلویزیونی که وی در آن‌ها نقش داشته‌است، می‌توان به برخورد تایتان‌ها و بازی تاج‌وتخت (در نقش یکی از وایت واکرها) اشاره نمود.